# Rouguy Diallo
Rouguy Diallo (ur. 5 lutego 1995) – francuska lekkoatletka specjalizująca się w trójskoku.
Dwunasta zawodniczka mistrzostw Europy juniorów w Rieti (2013). W 2014 wywalczyła złoty medal juniorskich mistrzostw świata w Eugene. Brązowa medalistka młodzieżowego czempionatu Europy (2017).
Medalistka mistrzostw Francji.
Rekordy życiowe: stadion – 14,51 (19 czerwca 2021, Madryt); hala – 14,39 (8 lutego 2019, Madryt).

## Osiągnięcia
| Rok  | Impreza                                 | Miejsce   | Pozycja           | Wynik  |
| ---- | --------------------------------------- | --------- | ----------------- | ------ |
| 2012 | Mistrzostwa świata juniorów             | Barcelona | el. – 15. miejsce | 12,81  |
| 2013 | Mistrzostwa Europy juniorów             | Rieti     | 12. miejsce       | 12,42  |
| 2014 | Mistrzostwa świata juniorów             | Eugene    | 1. miejsce        | 14,44w |
| 2015 | Młodzieżowe mistrzostwa Europy          | Tallinn   | 5. miejsce        | 13,77  |
| 2016 | Mistrzostwa Europy                      | Amsterdam | el. – 18. miejsce | 13,58  |
| 2017 | Młodzieżowe mistrzostwa Europy          | Bydgoszcz | 3. miejsce        | 13,99w |
| 2018 | Mistrzostwa Europy                      | Berlin    | 8. miejsce        | 14,08  |
| 2019 | Halowe mistrzostwa Europy               | Glasgow   | 7. miejsce        | 14,18  |
| 2019 | Mistrzostwa świata                      | Doha      | 10. miejsce       | 14,08  |
| 2021 | Superliga drużynowych mistrzostw Europy | Chorzów   | 1. miejsce        | 14,12  |
| 2021 | Igrzyska olimpijskie                    | Tokio     | 9. miejsce        | 14,38  |